# Sheila (Tommy Roe)
Sheila is een nummer van de Amerikaanse rockabillyzanger Tommy Roe uit 1962.
De oorspronkelijke titel van het nummer was "Frita", vernoemd naar een meisje van Roe's middelbare school. Op advies van de platenmaatschappij, werd de titel aangepast naar "Sheila". Roe nam het nummer voor het eerst op in 1960 met zijn toenmalige begeleidingsgroep The Satins en de zanggroep The Flamingos. Deze versie werd geen succes en kreeg nauwelijks airplay op de radio.
Twee jaar later nam Roe het nummer opnieuw op, voor zijn solo-album Sheila. Deze single bereikte de eerste plaats in de Amerikaanse Billboard Hot 100 en de Canadeze hitlijst. In de Nederlandse Tijd voor Teenagers-hitlijst werd de tweede plek behaald, in het Verenigd Koninkrijk de derde en in West-Duitsland de negende positie.

## NPO Radio 2 Top 2000
| Nummer met noteringen in de NPO Radio 2 Top 2000 | '99  | '00-'02 | '03  |
| ------------------------------------------------ | ---- | ------- | ---- |
| Sheila                                           | 1508 | -       | 1962 |

1. ↑  Een '-' betekent dat het nummer niet was genoteerd en een vetgedrukt getal geeft de hoogste notering aan.
2. ↑  Deze tabel is bijgewerkt tot en met de laatste editie (2024).

## Coverversies
The Beatles hebben in 1962 het nummer tijdens optredens gecoverd. op het podium. Een versie hiervan verscheen in1977 op de bootleg-opname Live! at the Star-Club in Hamburg, Germany. De Franse zangeres Annie Chancel nam het nummer in 1962 op en gebruikte sindsdien Sheila als haar pseudoniem. De Britse band Status Quo coverde het nummer op hun album Picturesque Matchstickable Messages from the Status Quo uit 1968. Het werd ook op plaat gezet door de Amerikaanse zanger Leif Garrett in 1979 en de Amerikaanse band The Greg Kihn Band in 1981.